# Wivenhoe
Wivenhoe – miasto i civil parish w Wielkiej Brytanii, w Anglii, w hrabstwie Essex, w dystrykcie Colchester. W 2011 roku civil parish liczyła 7637 mieszkańców. Wivenhoe jest wspomniana w Domesday Book (1086) jako Wiunhou. W mieście znajduje się dworzec kolejowy. Przez rzekę Colne Wivenhoe graniczy z wsią Rowhedge. Oba nabrzeża są gęsto zabudowane. Od końca XIX wieku obie miejscowości są popularne wśród pasjonatów żeglarstwa. 